# Вакцинація проти COVID-19 у Парагваї
Вакцинація проти COVID-19 у Парагваї — це кампанія масової імунізації населення Парагваю проти COVID-19 під час пандемії коронавірусної хвороби. Вакцинальна кампанія в країні розпочалась 22 лютого 2021 року.
30 грудня 2020 року тодішній міністр охорони здоров'я та соціального забезпечення Хуліо Маццолені представив національний план вакцинації проти COVID-19. План був розділений на 3 етапи, починаючи з державних службовців і осіб похилого віку, а потім буде продовжений вакцинацією осіб з хронічними захворюваннями, працівниками життєво необхідних галузей та інших уразливих категорій.
18 лютого 2021 року до Парагваю надійшли перші партія вакцини проти COVID-19 з 4 тисяч доз вакцини «Спутник V», спочатку призначеної для медичних працівників. Вакцинація розпочалася 22 лютого 2021 року в лікарні матері та дитини Найсвятішої Трійці в Асунсьйоні, національній лікарні Ітагуа, регіональній лікарні в Енкарансьйоні та регіональній лікарні Сьюдад-дель-Есте, щоб пізніше продовжитись в інших головних медичних центрах країни.
До червня 2021 року уряд Парагваю погодився закупити 4,28 мільйона доз вакцини за допомогою механізму COVAX., а також ще 6 мільйонів доз від прямих закупівель у різних виробників — поза механізмом COVAX — що становить лише трохи більше 10 мільйонів доз у закупівлях, що достатньо для імунізації трохи більше половини населення Парагваю, за необхідності двох доз на людину — в залежності від вакцини, яка буде придбана.
Станом на 17 грудня 2021 року першою дозою було щеплено 3444261 осіб (48 % від загальної кількості населення), другою — 2871213 осіб (40 % від загальної кількості населення), третьою — 174286 осіб згідно звітів із розширеної програми імунізації.

## Хронологія
18 лютого 2021 року до Парагваю надійшли перші дози вакцин проти COVID-19 з 4 тисячі доз російської вакцини «Спутник V» (2000 компонентів 1 вакцинації і 2000 компонентів 2 вакцинації), закуплених через Російський інвестиційний фонд, і в принципі призначалася для медичних працівників. Вакцинація розпочалася 22 лютого 2021 року в лікарні матері та дитини Найсвятішої Трійці в Асунсьйоні, національній лікарні Ітагуа, регіональній лікарні в Енкарансьйоні та регіональній лікарні Сьюдад-дель-Есте, щоб пізніше продовжитись в інших головних медичних центрах країни. Щеплення розпочалися з медичних працівників, переважно тих, хто безпосередньо борються з поширенням хвороби або має більший ризик зараження хворобою, наприклад, терапевтів.
6 березня 2021 року уряд Чилі на чолі з президентом Себастьяном Піньєрою передав 20 тисяч доз китайської вакцини «Коронавак» уряду Парагваю для імунізації медичного персоналу країни. 12 березня завдяки співпраці з урядом Об'єднаних Арабських Еміратів Парагвай отримав 3 тисячі доз китайської вакцини Sinopharm. 19 березня надійшли перші вакцини за програмою COVAX, близько 36 тисяч доз вакцини AstraZeneca. 29 березня надійшли дози індійської вакцини «Коваксин», подаровані урядом Індії, хоча її не розпочали використовувати негайно, очікуючи схвалення регулюючим органом високого рівня для екстреного використання.
6 квітня Федеральна комісія із захисту від санітарних ризиків (Cofepris) Мексики схвалила вакцину «Коваксин» для екстреного використання, таким чином дозволивши Парагваю використовувати цю вакцину для свого населення. 9 квітня надійшло ще 20 тисяч. доз вакцини «Спутник V» (10 тисяч компонента 1 і 10 тисяч компонента 2). 12 квітня розпочалася вакцинація осіб похилого віку, насамперед старших 85 років. 25 квітня 234400 доз двох вакцин надійшли до Парагваю, 100 тисяч з них вакцини «Коваксин» (другий раунд пожертвування) і 134400 за програмою COVAX (другий раунд цієї програми). 27 квітня міністерство охорони здоров'я знизило віковий поріг вакцинації до 75 років.
3 травня щеплення проводились після заповнення особової картки в конкретні дні, через недоліки в системі планування. 10 травня віковий поріг для вакцинації знизився до 70 років. 14 травня надійшли ще 40 тисяч доз «Спутник V» (усі компоненти 1). 18 травня вікова категорія допуску для вакцинації знижується до 65 років (народжені до 1956 року). 24 травня прибуває партія з 250 тисяч доз китайської вакцини Sinopharm з Об'єднаних Арабських Еміратів, щоб продовжити вакцинацію, яка була призупинена кілька днів тому через її відсутність у закладах охорони здоров'я. 28 травня вікова категорія для вакцинації знижується до 62 років (народжені до 1959 року).
3 червня до країни прибула третя партія вакцини з 134400 доз через механізм COVAX. 4 червня оголошено про розширення 1 фази вакцинації на вікову групу від 50 до 59 років, оскільки 50 % тих, хто молодше 60 років, може померти від COVID-19, також до цільової групи вакцинації включили вагітних жінок з 5 місяців вагітності або більше. 5 червня надійшла перша партія пожертв від уряду Катару — 99600 доз вакцини Moderna. 7 червня вікова категорія для вакцинації знижується до 60 років. 8 червня надходить ще 40 тися доз вакцини «Спутник V» (усі з компонента 1). 12 червня вікова категорія для вакцинації знижується до 55 років або старших (народжені до 1966 року). З 13 червня був можливий запис для осіб віком від 18 років, які бажають вакцинуватися. 14 червня від уряду Мексики надійшла пожертва у вигляді 150 тисяч доз вакцини Oxford-AstraZeneca. У цей же день дозволено щеплення вагітним жінкам у 5 і більше місяців вагітності. 18 червня від уряду Уругваю надійшла пожертва у вигляді 12 тисяч доз вакцини Oxford-AstraZeneca. 21 червня вікова категорія для щеплень знижується до 52 років, або до 1969 року народження. 28 червня вікова категорія для вакцинації знижується до 50 років. 29 червня о 22:30 до країни рейсом «Aerolíneas Argentinas» прибувала партія з 200 тисяч доз першого компонента вакцини «Спутник V». Щеплення другою дозою вакцини розпочались проводитися в четвер і п'ятницю.
З 3 липня країна перейшла до 2-го етапу вакцинації, при якому вакцинація розпочалася для осіб віком від 18 до 49 років, які мають хронічні захворювання. Того ж дня близько 6 години ранку була отримана друга партія вакцини, переданої Катаром, з 150 тисяч доз вакцини Moderna. 7 липня агентство з вакцинації схвалило включення до вакцинації неповнолітніх віком від 12 до 17 років з хронічними захворюваннями. 9 липня уряд США передав 1 мільйон доз вакцини Pfizer. 12 липня розпочалася вакцинація працівників життєво необхідних галузей, а 13 липня розпочалися щеплення осіб віком до 35 років, незалежно від наявності хронічних захворювань, яким раніше необхідно було дочекатися зниження вікової групи. Також цілодобово працювали центри вакцинації. Щеплення другою дозою розпочали проводитися в суботу та неділю, а понеділок зарезервований для незапланованих щеплень. 12 липня була отримана шоста партія «Спутник V» із близько 100 тисяч доз (усі компоненти 1). 14 липня було побито рекорд за добу — вакциновано 109205 осіб. 12 липня більше мільйона осіб зробили щеплення (першою дозою), що становило близько 15 % від загальної чисельності населення та майже 30 % від цільової групи. 16 липня надійшла перша закуплена урядом партія вакцини Pfizer із 35100 доз. 19 липня вакцинація поширюється на працівників життєво необхідних служб, а також охоплює студентів медичних університетів, які навчаються на останньому курсі. 20 липня знову додалося населення віком від 18 років із хронічними захворюваннями. 21 липня вікова група для щеплень знижується до 20 років і старших, а 23 липня, відомий як «день А», підлітки віком від 12 до 17 років з хронічним захворюванням отримали допуск до вакцинації, таким чином рухаючись до проведення практично повної вакцинації всього дорослого населення незалежно від стану здоров'я та підлітків із наявними захворюваннями. 23 липня надходить друга закуплена у Pfizer партія — 33900 доз. 23 липня надійшла друга закуплена у Pfizer партія — 33900 доз. 27 липня надходить другий раунд пожертвувань зі США, що складався з 1 мільйона доз вакцини Pfizer, призначених для другої дози вакцинації. 27 липня було перевищено показник у 2 мільйони щеплених (першою дозою), близько 30 % від загальної кількості вакцинованих і майже половину цільової групи, мету, яку планувалося досягти лише наприкінці року. 30 липня надійшла третя партія, закуплена у Pfizer з 33930 доз, чим завершило доставку майже 100 тисяч доз за липень.
Перший тиждень серпня був використано виключно для отримання вакцини другої дози, очікуючи, поки продовжується введення першої дози. 5 серпня надійшло 253440 доз вакцини Oxford-AstraZeneca, подарованих урядом Іспанії через механізм COVAX, і 6896 доз китайської вакцини «Коронавак», подарованих урядом Колумбії. 6 серпня надходить четверта закуплена у Pfizer партія у 26910 доз. 12 серпня від Катару надійшла третя пожертва у 99600 доз вакцини Moderna. Того ж дня прибула друга партія пожертвувань з Колумбії з 13104 дозами «Коронавак» і 20 тисячами доз другого компонента «Спутник V». Уранці 13 серпня до країни прибула вантажним літаком партія з 22230 доз вакцини Pfizer із США, що є частиною доставки мільйона доз, закуплених у фармацевтичної компанії урядом. 23 серпня надійшла чергова партія з 20 тисяч доз «Спутник V» (компонент 2). 24 серпня надійшло 140 тисяч доз вакцини Oxford-AstraZeneca, закуплених в уряду Іспанії в рамках двосторонньої угоди. 28 серпня надійшла чергова партія з 106 тисяч доз «Спутник V» (компонент 1) і 18720 доз Pfizer.
13 вересня 2021 року вікова категорія для щеплень знижується до 19 років, а 21 вересня — до 18 років. 13 жовтня 2021 року анонсується застосування третіх доз для медичного персоналу, осіб з ослабленим імунітетом та осіб старших 50 років. Також було повідомлено про введення перших доз здоровим підліткам (від 12 до 17 років). З 18 жовтня 2021 року розпочалося щеплення третьою дозою для тих, хто завершив свій графік вакцинації (дві дози) до 30 квітня 2021 року.
1 листопада вікова категорія для вакцинації знижується до 16 років. 6 листопада віковий поріг для вакцинації знижується до 14 років, а 10 листопада — до 12 років. Також 10 листопада схвалена вакцина AstraZeneca для осіб старших 18 років (раніше була схвалена для старших за 30 років). 15 листопада схвалено третю дозу (або 1-шу бустерну дозу) для осіб старших 18 років через 4 місяці після отримання другої дози вакцини. 31 січня 2022 року дозволено вакцинацію дітей віком від 5 до 11 років.

## Етапи вакцинації
Очікувалося, що до 2021 року буде імунізовано від 30 % до 60 % населення Парагваю. Щоб досягти колективного імунітету на національному рівні, принаймні 60 % населення має бути вакциновано, що було цільовою популяцією (приблизно 4—5 мільйонів осіб). З іншого боку, для групи найвищого ризику (приблизно 2,1 мільйона осіб) було б достатньо 30 %. Наприкінці липня 2021 року було охоплено 30 % від загальної кількості населення, що еквівалентно приблизно половині цільової групи населення, і це було метою, яку спочатку було потрібно охопити до кінця року.
Перший етап вакцинації розпочався наприкінці лютого і охоплював групи найвищого ризику: білих людей і літніх людей, а також вагітних жінок (оскільки це одна з основних причин материнської смертності). Другий етап розпочався на початку липня та охоплював такі групи помірного ризику: загальне населення старше 35 років, населення старше 18 років із хронічними захворюваннями та персонал життєво необхідних галузей, зокрема поліція, військові, вчителі тощо; а також студенти медичних факультетів. Третя фаза почалася наприкінці липня з надходженням додаткової кількості вакцин і охоплювала все доросле населення та підлітків із хронічними захворюваннями.
Введення третьої дози або першої бустерної дози почало проводитися в жовтні 2021 року, спочатку для медичного персоналу та літніх людей (50 років і старше). Через місяць воно розпочалось для всього дорослого населення (18 років і старше).
| Новий графік вакцинації проти COVID-19 (оновлено станом на листопад 2021 р.) | Новий графік вакцинації проти COVID-19 (оновлено станом на листопад 2021 р.) |
| Фаза                                                                         | Група населення |
| ---------------------------------------------------------------------------- | --- |
| Фаза 1 (виконано)                                                            | - Медичні працівники (за пріоритетністю, з 22 лютого) - Медичний персонал першої лінії (1-й рівень пріоритету) - Інший персонал у сферах охорони здоров'я (2-й рівень пріоритету) - Літнє населення: особи віком від 50 років (за віковою групою) 70 років - 85 років і старші (станом на 12 квітня) - 75 років і старші (станом на 27 квітня) - 70 років і більше (станом на 10 травня) - 65 років і старші (станом на 18 травня) - 62 роки або старші (станом на 28 травня) - 60 років і старші (станом на 7 червня) - 55 років і старші (станом на 12 червня) - 52 роки або старші (на 21 червня) - 50 років і старші (станом на 28 червня) - Вагітні при терміні вагітності 5 і більше місяців (з 14 червня по конкретній даті: в дні «Е») |
| Фаза 2 (виконано)                                                            | - Особи з уже наявними захворюваннями (на конкретну дату) - 18-49 років (3-7 липня) - від 18 до 34 років (20 липня) - Працівники основних служб (на конкретну дату) - I: Вчителі, Нацполіція, Збройні сили, СІЗО, Прокуратура, Пожежники, Зв'язківці (12 та 19 липня) - II: Імміграційна служба, митниця, Червоний Хрест, Офіс державного захисника, судова влада, похоронні бюро (19 липня) - Загальне населення: особи віком від 35 років (станом на 13 липня) - Студенти останнього курсу університету медичних спеціальностей (19 липня) - Медицина, Сестринська справа, Акушерство, Харчування, Стоматологія, Фізіотерапія, Біохімія, Хірургічний ін-т.                                                                                   |
| 3 фаза (в процесі)                                                           | - Загальне доросле населення - 20 років і старші (з 21 липня) - 19 років і старші (станом на 13 вересня) - 18 років і старші (станом на 20 вересня) - Неповнолітнє населення: - 12-17 років з хронічними захворюваннями (на «Дні А»: 23 липня, 11 вересня) - 16 років і старші (на 1 листопада) - 14 років і старші (станом на 6 листопада) - 12 років і старші (з 10 листопада) - 5 років і більше (з 31.01.2022) - Третя доза (перша бустерна доза): - Медичний персонал та дорослі віком від 50 років (з 18 жовтня) - Дорослі 18 років і старші (з 15 листопада) - Неповнолітні до 16 та 17 років (з 28 грудня) - Діти до 12 років (з 17.01.2022)                                                                                           |

## Скандали
18 березня директор регіональної лікарні Каакупе в департаменті Кордільєри, і керівник Розширеної програми імунізації були звільнені зі своїх посад через те, що вони вакцинували «білих комірців» (адміністративний персонал), який не входив до складу медпрацівників, що безпосередньо надавали допомогу хворим, і які ще не були допущені до щеплень. Ще 15 адміністративних чиновників притягнуто до відповідальності за цей інцидент.
14 квітня 2021 року в місті Президенте-Франко в департаменті Альто-Парана виявлено незаконне вакцин проти COVID-19 орієнтовно 117 особам, які на той момент не належали до дозволеної вікової групи (старші 85 років). За це звільнили директора цієї лікарні. 19 квітня директора лікарні Наталіо в департаменті Ітапуа також було звільнено за ймовірну незаконну вакцинацію власника похоронного бюро, який не відповідав вимогам до щеплень.
27 квітня в соцмережах повідомили про виявлення двох жінок старших 100 років, які опинилися в списку вакцинованих (першою дозою) на сайті міністерства охорони здоров'я. Але виявилося, що обидві жінки вже померли багато років тому, як пізніше було підтверджено в реєстрі громадян. Також було кілька випадків, коли людей зазначили як вакцинованих, навіть не зареєструваних на сайті МОЗ для вакцинації.
30 квітня було повідомлено про крадіжку вакцин у лікарні в Кальє, і пізніше їх запропонували для продажу в місті Сан-Лоренцо в Центральному департаменті. Згідно із заявою, вакцини були вкрадені 15 днів тому. 30 квітня директора XVIII регіону охорони здоров'я було звільнено з посади за імовірну ВІП-вакцинацію осіб із високим політичним авторитетом, які не досягли мінімального віку вакцинації (75 років), у тому числі сенатора Мірту Гусінкі, яка 3 травня пішла у відставку з Сенату за цей факт. Систему планування вакцинації довелося відключити з 3 травня, через незліченну кількість скарг через збої в розкладі. Внесення дати щеплення мало відбуватися відповідно до заповнення даних з посвідчення особи в певні дні.
3 травня користувач Twitter оприлюднив список із понад 500 людей, які погодилися на незаконну ВІП-вакцинацію, до якого увійшли імена з органів влади, чиновників і колишніх державних службовців, які ще не отримали дозвіл на вакцинацію. Міністерство охорони здоров'я розпочало ретельне розслідування з цього приводу. Журналістське видання в Асунсьйоні виявило в списку вакцинованих 54-річну особу, якій 13 квітня була щеплена перша доза вакцини Коваксин; однак, за даними інших розслідувань, ця особа вже померла в 2006 році в Аргентині. Імовірно, ще щонайменше 13 померлих отримали першу дозу вакцини.
18 травня в соцмережах повідомили, що група студентів-медиків з приватного університету отримала вакцинацію проти COVID-19, незважаючи на відсутність дозволу на це. У Коронель-Ов'єдо повідомили, що молодих студентів, впливових людей, дітей лікарів і подруг політиків вакцинували, а для осіб похилого віку не вистачало вакцини. У кількох частинах країни, таких як Ітапуа, Альто-Парана, Парагуарі, Місьйонес, Центральний департамент, вакцини для осіб похилого віку були дефіцитними. 20 травня вакцинація була тимчасово призупинена через відсутність вакцин у регіонах Сан-Педро, Ґуайра, Параґуарі, Каасапа, Ньєембуку та Пресіденте-Аєс. Це спричинило скарги низки осіб похилого віку, які чекали на вакцинацію та втратили на це цілий робочий день.